# Soquete 2

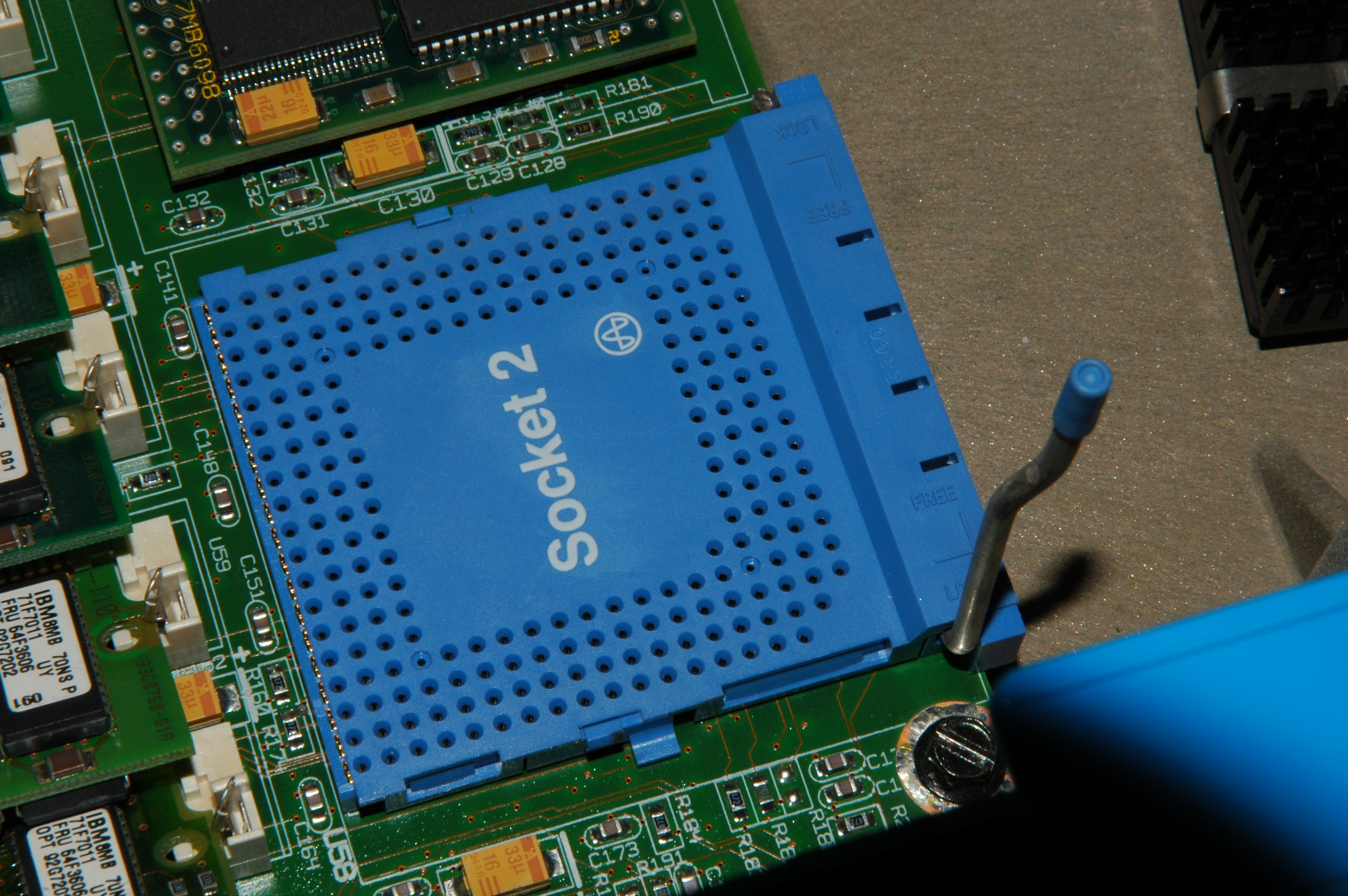
Soquete 2 da Intel, para processadores 486 e Pentium.

Soquete 2 faz parte de uma série de Soquetes de CPUs onde eram inseridos vários processadores X86. Foi uma atualização do soquete 1 que adicionou suporte para processadores Pentium OverDrive da Intel. Possuía 268 pinos e era Low insertion force(LIF), ou seja, não exigia muita força de inserção.